# مادانغ
مادانغ (الاسم الألماني القديم: Friedrich-Wilhelmshafen) هي عاصمة مقاطعة مادانغ [الإنجليزية] وهي مدينة يبلغ عدد سكانها 27،420 نسمة (في 2005) على الساحل الشمالي لبابوا غينيا الجديدة. استوطنها الألمان لأول مرة في القرن التاسع عشر.

## المناخ
| البيانات المناخية لـمادانغ                                       | البيانات المناخية لـمادانغ | البيانات المناخية لـمادانغ | البيانات المناخية لـمادانغ | البيانات المناخية لـمادانغ | البيانات المناخية لـمادانغ | البيانات المناخية لـمادانغ | البيانات المناخية لـمادانغ | البيانات المناخية لـمادانغ | البيانات المناخية لـمادانغ | البيانات المناخية لـمادانغ | البيانات المناخية لـمادانغ | البيانات المناخية لـمادانغ | البيانات المناخية لـمادانغ |
| الشهر                                                            | يناير                      | فبراير                     | مارس                       | أبريل                      | مايو                       | يونيو                      | يوليو                      | أغسطس                      | سبتمبر                     | أكتوبر                     | نوفمبر                     | ديسمبر                     | المعدل السنوي              |
| ---------------------------------------------------------------- | -------------------------- | -------------------------- | -------------------------- | -------------------------- | -------------------------- | -------------------------- | -------------------------- | -------------------------- | -------------------------- | -------------------------- | -------------------------- | -------------------------- | -------------------------- |
| الدرجة القصوى °م (°ف)                                            | 33.2 (91.8)                | 33.3 (91.9)                | 33.3 (91.9)                | 33.7 (92.7)                | 32.2 (90.0)                | 32.2 (90.0)                | 31.5 (88.7)                | 31.7 (89.1)                | 33.4 (92.1)                | 31.7 (89.1)                | 32.5 (90.5)                | 33.6 (92.5)                | 33.7 (92.7)                |
| متوسط درجة الحرارة الكبرى °م (°ف)                                | 30.8 (87.4)                | 30.6 (87.1)                | 30.6 (87.1)                | 30.6 (87.1)                | 30.7 (87.3)                | 30.4 (86.7)                | 30.2 (86.4)                | 30.2 (86.4)                | 30.5 (86.9)                | 30.9 (87.6)                | 31.2 (88.2)                | 30.9 (87.6)                | 30.6 (87.1)                |
| متوسط درجة الحرارة الصغرى °م (°ف)                                | 23.9 (75.0)                | 23.8 (74.8)                | 23.9 (75.0)                | 23.8 (74.8)                | 23.9 (75.0)                | 23.7 (74.7)                | 23.4 (74.1)                | 23.7 (74.7)                | 23.6 (74.5)                | 23.8 (74.8)                | 23.9 (75.0)                | 23.9 (75.0)                | 23.8 (74.8)                |
| أدنى درجة حرارة °م (°ف)                                          | 21.0 (69.8)                | 20.7 (69.3)                | 20.8 (69.4)                | 21.1 (70.0)                | 20.1 (68.2)                | 19.9 (67.8)                | 20.0 (68.0)                | 18.9 (66.0)                | 20.8 (69.4)                | 20.3 (68.5)                | 20.0 (68.0)                | 19.4 (66.9)                | 18.9 (66.0)                |
| معدل هطول الأمطار مم (إنش)                                       | 343.8 (13.54)              | 292.0 (11.50)              | 329.8 (12.98)              | 389.4 (15.33)              | 343.4 (13.52)              | 186.4 (7.34)               | 144.2 (5.68)               | 93.8 (3.69)                | 82.6 (3.25)                | 239.2 (9.42)               | 280.2 (11.03)              | 382.0 (15.04)              | 3٬106٫8 (122.31)           |
| متوسط الأيام الممطرة                                             | 23                         | 21                         | 23                         | 23                         | 21                         | 18                         | 15                         | 12                         | 11                         | 15                         | 19                         | 23                         | 224                        |
| متوسط الرطوبة النسبية (%)                                        | 85                         | 85                         | 85                         | 85                         | 85                         | 84                         | 84                         | 82                         | 83                         | 83                         | 84                         | 84                         | 84                         |
| ساعات سطوع الشمس الشهرية                                         | 160                        | 140                        | 144                        | 162                        | 193                        | 195                        | 198                        | 210                        | 227                        | 210                        | 185                        | 160                        | 2٬184                      |
| المصدر #1: المنظمة العالمية للأرصاد الجوية                       |                            |                            |                            |                            |                            |                            |                            |                            |                            |                            |                            |                            |                            |
| المصدر #2: الأرصاد الجوية الألمانية (extremes, humidity and sun) |                            |                            |                            |                            |                            |                            |                            |                            |                            |                            |                            |                            |                            |

## الصور

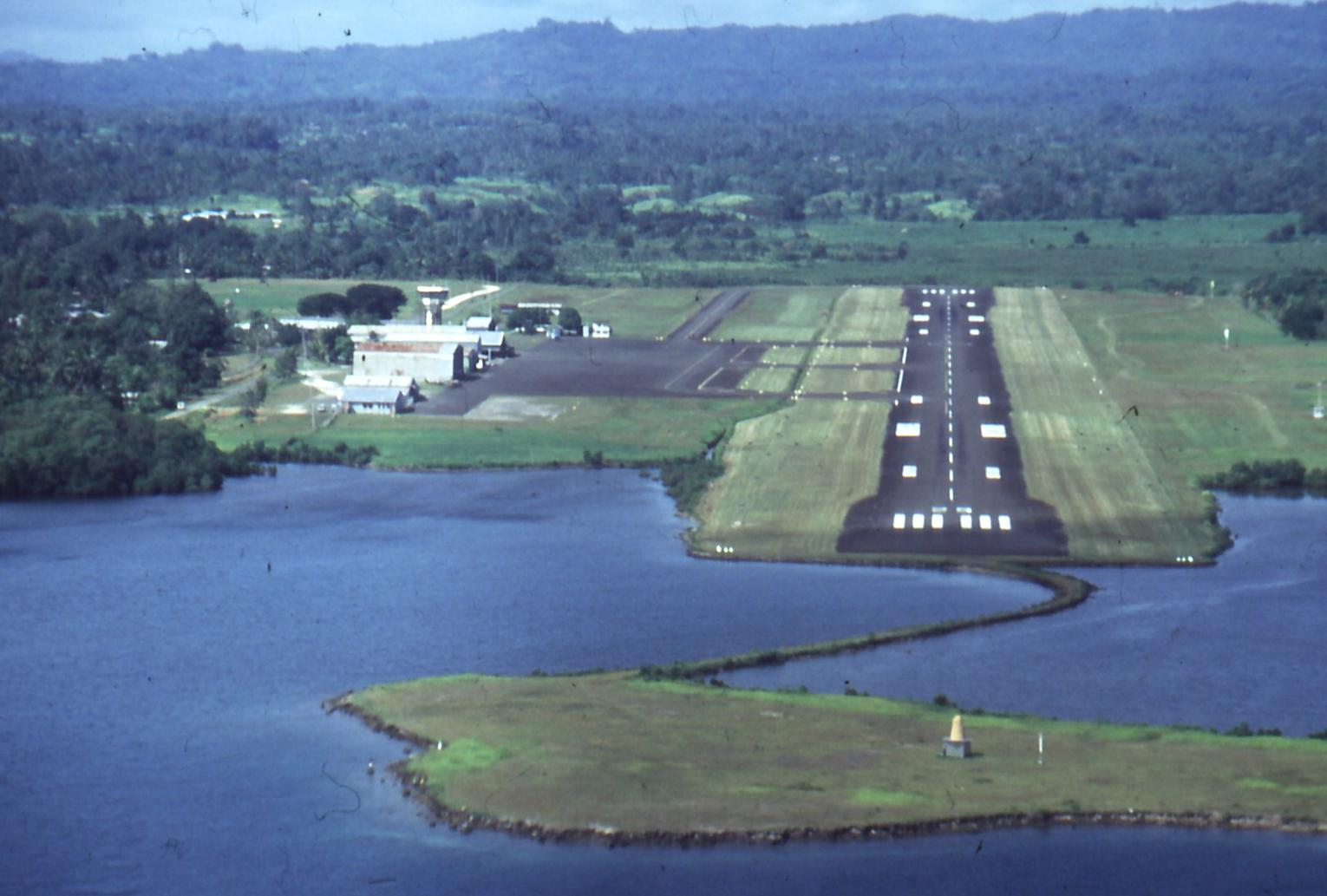
مطار مادانغ  [لغات أخرى]‏
مادانغ من الفضاءمادانغ من الفضاء
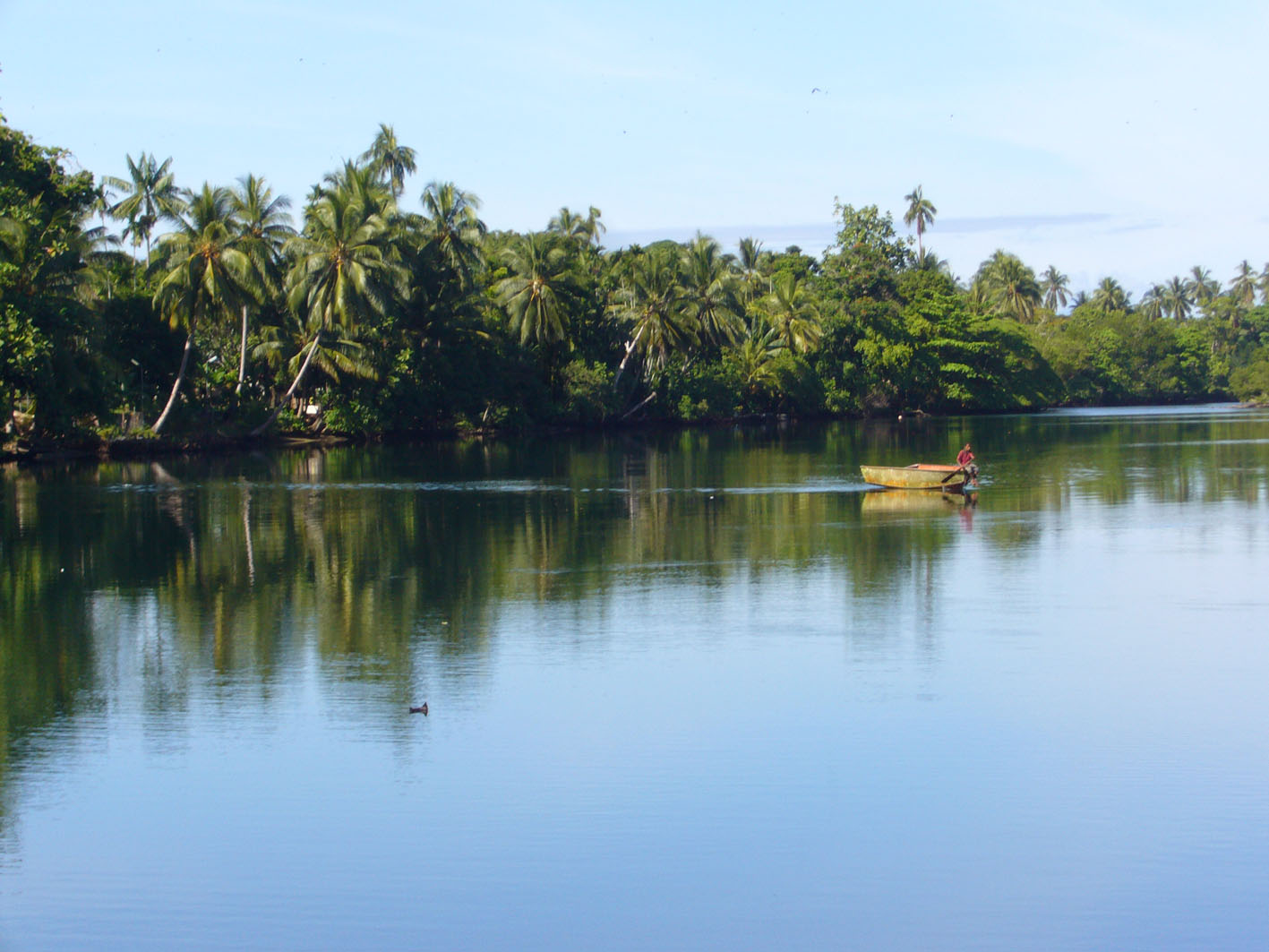
مادانغ لاغون

## روابط خارجية
- "When the Japanese bombed Magang (sic): Bob Emery". Papua New Guinea Association of Australia. 16 سبتمبر 2015. مؤرشف من الأصل في 2022-03-26. اطلع عليه بتاريخ 2016-04-23.. An eyewitness recollection of the 1942 Japanese attack on Madang
- Roy Rappaport Collection. Special Collections & Archives, UC San Diego.

1. ↑  Station ID for Madang W.O is 92014 Use this station ID to locate the sunshine duration